# Charles Rousseau
Charles Rousseau (1902-1993) foi um jurista francês de especial renome na área do direito internacional. Nascido em Melle, França, estudou direito em Paris, recebendo em 1927 prêmio pela tese La compétence de la Société des Nations dans le règlement des conflits internationaux ("a competência da Sociedade das Nações na solução dos conflitos internacionais"). Lecionou em Bordéus (1929-1932), Rennes (1933-1944) e na Faculdade de Direito de Paris (1945-1972). Foi diretor do Instituto de Altos Estudos Internacionais entre 1957 e 1972 e diretor da Revista Geral de Direito Internacional Público entre 1957 e 1993.
Atuou como consultor jurídico do Ministério dos Negócios Estrangeiros da França entre 1949 e 1972. Foi agente do governo francês na Corte Internacional de Justiça em 1951, no caso das reservas à Convenção para a Prevenção e a Repressão do Genocídio, e no Tribunal Franco-Helênico no caso dos faróis, entre 1954 e 1956.
Foi membro do Instituto de Direito Internacional, da Sociedade Francesa de Direito Internacional e da International Law Association.
Sua obra publicada inclui:
- Principes généraux du droit international public (introduction et sources) (1944)

- Chronologie du conflit mondial (1939-1945), em colaboração com R. Céré (1945)

- Droit international public [tratado denominado "verde oliva"] (1953)

- Précis de droit international public approfondi (1953, diversas reedições)

- Traité de droit international public (5 volumes) (1971 a 1983)

- Le droit des conflits armés (1983)